# Köbölkútitanyák
Köbölkútitanyák (románul La Curte) falu Romániában, Erdélyben, Beszterce-Naszód megyében.

## Fekvése
Mezősolymos mellett fekvő település.

## Története
Köbölkúti tanyák korábban Mezősolymos része volt. 1956 körül vált külön 233 lakossal.
1966-ban 300 lakosából 299 román, 1 magyar lakosa volt. 1977-ben 245 román lakosa volt, 1992-ben pedig 147 lakosából 146 román, 1 magyar volt. A 2002-es népszámláláskor 130 lakosából 129 volt román, 1 magyar.